# Åge Hareide
Åge Fridtjof Hareide (Hareid, 23 de septiembre de 1953) es un exfutbolista y exentrenador noruego que jugaba como defensa. 
Como entrenador, Hareide ha ganado títulos de liga en todos los países escandinavos, en Suecia con el Helsingborgs IF en 1999 y con el Malmö FF en 2014, en Dinamarca con el Brøndby en 2001–02 y en su Noruega natal con el Rosenborg en 2003. Hareide fue estuvo a cargo de la selección de Noruega de 2003 a 2008. Mientras estaba en Malmö durante su primera vez a cargo del club, llevó al equipo a la fase de grupos de la UEFA Champions League por primera vez en la historia del club.

## Carrera como jugador
Durante su carrera como jugador, Hareide jugó para Hødd, Molde, Manchester City y Norwich City. Luego regresó al Molde, donde terminó su carrera en 1987.

### Selección nacional
Hizo su debut con la selección de fútbol de Noruega el 24 de junio de 1976 en un encuentro del Campeonato nórdico de fútbol contra Dinamarca que finalizó con empate a cero. Además disputó la clasificación para la Copa Mundial de Fútbol de 1982, la clasificación para la Copa Mundial de Fútbol de 1986 y la clasificación para la Eurocopa 1984. Su quincuagésimo y último encuentro con la selección lo jugó el 4 de junio de 1986 contra Rumania, con un marcador a favor del combinado rumano por 3-1 tras los goles de Dorin Mateuţ y un doblete de Victor Piţurcă para Rumania, y de Tom Sundby para Noruega.

#### Goles internacionales
| # | Fecha                    | Estadio                         | Oponente   | Gol | Resultado | Competición                         |
| - | ------------------------ | ------------------------------- | ---------- | --- | --------- | ----------------------------------- |
| 1 | 24 de septiembre de 1980 | Ullevaal Stadion, Oslo, Noruega | Rumania    | 1–1 | 1–1       | Clasificación para el Mundial 1982  |
| 2 | 29 de octubre de 1980    | Wankdorfstadion, Berna, Suiza   | Suiza      | 0-1 | 1–2       | Clasificación para el Mundial 1982  |
| 3 | 15 de junio de 1982      | Ullevaal Stadion, Oslo, Noruega | Dinamarca  | 1–0 | 2–1       | Campeonato nórdico de fútbol 1982   |
| 4 | 13 de octubre de 1982    | Ullevaal Stadion, Oslo, Noruega | Yugoslavia | 3–1 | 3-1       | Clasificación para la Eurocopa 1984 |
| 5 | 7 de septiembre de 1983  | Ullevaal Stadion, Oslo, Noruega | Bulgaria   | 1–0 | 1–2       | Clasificación para la Eurocopa 1984 |

## Carrera como entrenador
Como entrenador, Hareide ha ganado los campeonatos de la liga nacional de tres países europeos, a saber, el de Dinamarca, Suecia y su Noruega natal, lo que lo convierte en el único entrenador que ha ganado la liga en tres países escandinavos. Otros entrenadores que han ganado títulos de liga en tres países incluyen a los escandinavos Trond Sollied y Sven-Göran Eriksson, mientras que Ernst Happel, Giovanni Trapattoni, José Mourinho y Carlo Ancelotti han ganado campeonatos en cuatro países.

### Inicios
A mediados de la década de 1990, los millonarios noruegos Kjell Inge Røkke y Bjørn Rune Gjelsten se mostraban interesados en traer a Hareide de regreso al Manchester City como entrenador si su oferta para hacerse cargo del club tuvo éxito, pero la oferta pública de adquisición fracasó y Hareide nunca regresó al club. Cuando la pareja intentó hacerse cargo de Leeds United casi al mismo tiempo, se informó una vez más que Hareide sería instalado como entrenador si la oferta pública de adquisición tenía éxito, pero esta oferta también fracasó y Hareide nunca fue puesto. a cargo en Elland Road. Sin embargo, la pareja finalmente tuvo éxito en una oferta pública de adquisición de otro club inglés de la Premier League Wimbledon en junio de 1997, y Hareide parecía estar listo para convertirse en el nuevo entrenador del club en un movimiento que han expulsado al titular Joe Kinnear, aunque tampoco sucedería.

### Noruega
Hareide fue contratado como entrenador de la selección de fútbol de Noruega a finales de 2003, reemplazando a Nils Johan Semb, después de una temporada como entrenador del Rosenborg BK. El 8 de diciembre de 2008, después de no haber podido llevar a Noruega a ningún torneo internacional y de haber tenido un mal comienzo en la campaña de clasificación para la Copa Mundial de la FIFA 2010, Hareide renunció a su puesto como entrenador de la selección nacional de Noruega el 9 de diciembre de 2008.

### Viking
El 10 de junio de 2009 se anunció que entrenaría al Örgryte IS. El 1 de diciembre de 2009, el ex entrenador de Noruega dejó el club sueco para unirse al Viking FK, ubicado en Stavanger, para reemplazar a Uwe Rösler. Tras la dimisión de Egil Østenstad como director de fútbol en Viking, el club anunció en septiembre de 2011 que Hareide sería su entrenador, y que Josep Clotet Ruiz sería contratado como entrenador a partir de la temporada 2012, similar a la organización que tienen los clubes ingleses y el Molde FK, con Ole Gunnar Solskjær como entrenador y Mark Dempsey como entrenador. Viking terminó noveno en 2010, la primera temporada de Hareide, y 11º en 2011. Con el equipo posicionado en el décimo lugar el 9 de junio de 2012, el Viking FK despidió al Hareide debido a los malos resultados.

### Segunda etapa en Helsingborg

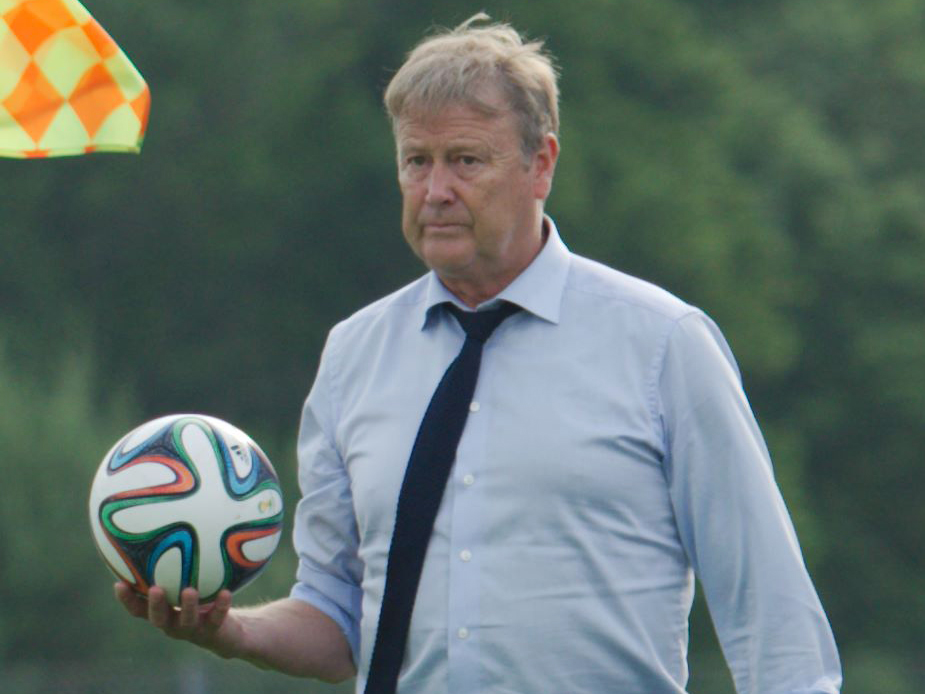
Hareide en 2014.

Tras la renuncia de Conny Karlsson en Helsingborgs IF, el club contrató a Hareide, el último entrenador que ganó la Allsvenskan con el club, a excepción de Karlsson, como entrenador hasta el final de la temporada 2012.

### Malmö FF
Hareide salió de su retiro de su carrera como entrenador luego de ser nombrado al frente del Malmö FF el 9 de enero de 2014. Tuvo un éxito inmediato en el club cuando llevó al equipo a defender su título en la Allsvenskan y clasificarse para la fase de grupos de la Liga de Campeones de la UEFA 2014-15 en su primera temporada. Por esta exitosa temporada, Hareide fue galardonado como el entrenador del año de la Allsvenskan. El 2 de diciembre de 2015 formalizó su intención de renunciar, dejando efectivamente el cargo unos días después, tras el último partido de la temporada ante el Real Madrid en la Champions League.

### Dinamarca
El 10 de diciembre de 2015, Hareide fue anunciado como el nuevo entrenador de la selección de fútbol de Dinamarca en sustitución de Morten Olsen, que había renunciado tras la clasificación para la Eurocopa 2016. El danés comenzó su nuevo trabajo el 1 de marzo de 2016. En noviembre de 2017, logró que su equipo de Dinamarca clasificara para la Copa Mundial de la FIFA 2018 en Rusia. Esto se logró con una victoria global de 5-1 en los play-offs ante Irlanda. En el mundial, dejó a su país en el segundo lugar en su grupo antes de que fueran eliminados en los octavos de final en una tanda de penales contra Croacia.
Hareide continuó como técnico en la clasificación para la Eurocopa 2020. Bajo su liderazgo, Dinamarca se clasificó para la Eurocopa 2020. No obstante, se reveló que Kasper Hjulmand lo reemplazaría como entrenador del equipo danés después del torneo. Sin embargo, debido a la pandemia de COVID-19, el torneo se pospuso y el contrato de Hareide expiró. Al momento de irse, no había perdido en los últimos 34 partidos, y su última derrota fue el 11 de octubre de 2016 contra Montenegro.

### Rosenborg
En agosto de 2020, se convirtió en el entrenador del Rosenborg BK por segunda vez. Al final de la temporada 2021, luego de que el equipo finalizara en el quinto puesto en la Eliteserien, puso fin oficialmente a su carrera como entrenador a los 68 años.

### Segunda etapa en Malmö FF
A pesar de haberse retirado, acordó el 6 de septiembre de 2022 dirigir a su antiguo club Malmö FF (que ocupaba el quinto lugar en la tabla) hasta el final de la temporada, es decir, para los 9 partidos de liga restantes y la fase de grupos de la Europa Conference League. Sin poder revertir la tendencia, dada la séptima plaza a final de año, dejó su puesto una vez finalizado el torneo.

### Islandia
El 14 de abril de 2023, Hareide fue anunciado como el nuevo entrenador de la selección nacional de Islandia. El 25 de noviembre de 2024, presentó su renuncia con "efecto inmediato".Un día después, anunció su retiro como técnico profesional.

## Clubes

### Como jugador
| Club                 | País       | Año         | Partidos | Goles |
| -------------------- | ---------- | ----------- | -------- | ----- |
| I.F. Hødd            | Noruega    | 1970 - 1975 | 37       | 2     |
| Molde F.K.           | Noruega    | 1976 - 1981 | 93       | 21    |
| Manchester City F.C. | Inglaterra | 1981 - 1982 | 24       | 0     |
| Norwich City F.C.    | Inglaterra | 1982 - 1984 | 40       | 2     |
| Molde F.K.           | Noruega    | 1984 - 1987 | 72       | 10    |

### Como entrenador
| Club                         | País      | Año         |
| ---------------------------- | --------- | ----------- |
| Molde F.K.                   | Noruega   | 1985 - 1991 |
| Molde F.K.                   | Noruega   | 1993 - 1997 |
| Helsingborgs I.F.            | Suecia    | 1998 - 1999 |
| Brøndby I.F.                 | Dinamarca | 2000 - 2002 |
| Rosenborg B.K.               | Noruega   | 2003        |
| Selección de Noruega         | Noruega   | 2003 - 2008 |
| Örgryte IS                   | Suecia    | 2009        |
| Viking F.K.                  | Noruega   | 2009 - 2012 |
| Helsingborgs I.F. (interino) | Suecia    | 2012        |
| Malmö F.F.                   | Suecia    | 2014 - 2015 |
| Selección de Dinamarca       | Dinamarca | 2016 - 2020 |
| Rosenborg B.K.               | Noruega   | 2020 - 2021 |
| Malmö FF                     | Suecia    | 2022        |
| Selección de Islandia        | Islandia  | 2023 - 2024 |

## Palmarés

### Como entrenador

#### Campeonatos nacionales
| Título                 | Club              | País      | Año     |
| ---------------------- | ----------------- | --------- | ------- |
| Copa de Noruega        | Molde F.K.        | Noruega   | 1994    |
| Copa de Suecia         | Helsingborgs I.F. | Suecia    | 1998    |
| Allsvenskan            | Helsingborgs I.F. | Suecia    | 1999    |
| Superliga de Dinamarca | Brøndby I.F.      | Dinamarca | 2001-02 |
| Eliteserien            | Rosenborg B.K.    | Noruega   | 2003    |
| Copa de Noruega        | Rosenborg B.K.    | Noruega   | 2003    |
| Allsvenskan            | Malmö FF          | Suecia    | 2014    |
| Supercopa de Suecia    | Malmö FF          | Suecia    | 2014    |